# Microphor evisceratus
Microphor evisceratus är en tvåvingeart som först beskrevs av Axel Leonard Melander 1940.  Microphor evisceratus ingår i släktet Microphor och familjen styltflugor.
Artens utbredningsområde är Montana. Inga underarter finns listade i Catalogue of Life.